# رشاد أصفر
الرشاد الأصفر نوع نباتي ينتمي إلى جنس الرشاد من الفصيلة الصليبية.